# Geotecnología (geología)
Geotecnología es un término usado en ciencias Geológicas, mineras, petrolíferas, como "aplicación de métodos científicos y técnicas de ingeniería para la explotación y utilización de recursos naturales, como los minerales", la "aplicación de la ciencia y tecnología con la finalidad de utilizar los recursos naturales de la Tierra".
En la actualidad existe una tendencia a una visión general de Ciencias de la Tierra, deviniendo en un término genérico, a nivel global, para designar todas las etapas que envuelven la obtención, uso y análisis espacial de datos geográficos y su interoparatividad.